# Вениамин (Королёв)
Епи́скоп Вениами́н (в миру Ви́ктор Анато́льевич Королёв; 26 октября 1965, село Верхососенье, Покровский район, Орловская область — 26 апреля 2020, Курск) — епископ Русской православной церкви, епископ Железногорский и Льговский (2012—2020).
Тезоименитство в неделю праотец.

## Биография
Родился 26 октября 1965 года в селе Верхососенье Покровского района Орловской области в семье рабочих. Крещён в младенчестве.
В 1980 году окончил школу, в 1984 году — ПТУ. В 1984—1986 годы служил в рядах Советской армии.
В 1987—1990 годы обучался в Орловском музыкальном училище, по окончании которого была присвоена квалификация руководителя оркестра народных инструментов. На последнем году обучения являлся преподавателем училища по предмету инструментоведение.
В 1990—1995 годы обучался в Орловском государственном институте искусства и культуры по специальности народное художественное творчество, по окончании которого была присвоена квалификация преподаватель, методист народного инструментального искусства. В годы учёбы в институте одновременно работал преподавателем детской школы искусств № 4 г. Орла и детской школы искусств г. Малоархангельск Орловской области.
В то же время являлся заместителем председателя приходского совета храма Архангела Михаила г. Малоархангельска и нёс послушание по организации строительства нового храма.
В октябре 1996 года поступил на послушание в Знаменский мужской монастырь города Курска.
По благословению архиепископа Курского и Рыльского Ювеналия (Тарасова) в Знаменском кафедральном соборе Знаменского монастыря Курска 23 февраля 1997 года был пострижен в рясофор с именем Вениамин в честь преподобного Вениамина Печерского.
15 марта 1997 года в Знаменском соборе Знаменского монастыря рукоположён в сан иеродиакона, 7 апреля в Благовещенском храме Курска — в сан иеромонаха.
27 декабря 1998 года в Знаменском монастыре Курска пострижен в мантию с именем Вениамин в честь праведного праотца Вениамина.
Будучи насельником Знаменского монастыря города Курска в 1997—1998 годы восстанавливал переданный Курской епархии храм Ахтырской иконы Божией Матери в Курске.
25 января 1999 года переведён для несения послушания в скит преподобного Серафима Саровского монастыря Коренной пустыни, а с 22 апреля 1999 года назначен начальником этого скита.
24 декабря 2004 года архиепископом Курским Германом назначен и. о. наместника Курской Коренной пустыни.
11 апреля 2006 года определением Священного Синода назначен наместником Курской Коренной пустыни.
К Пасхе 2006 года возведён в сан игумена.
По благословению архиепископа Курского Германа дважды совершил поездки в США по вопросам организации первого принесения чудотворной Курской Коренной иконы Божией Матери «Знамение» в Курскую епархию. С целью ознакомления с местами исторического пребывания чудотворной иконы на Европейском континенте побывал в епархиях, монастырях и приходах Русской Зарубежной Церкви в странах Западной Европы.
В январе 2009 года был делегатом Поместного Собора Русской Православной Церкви от монашествующих Курской епархии.
В 2010 году окончил Курскую духовную семинарию.

### Архиерейство
26 июля 2012 года решением Священного синода избран епископом Железногорским и Льговским.
19 августа 2012 года в Знаменском кафедральном соборе Курска митрополитом Курским и Рыльским Германом возведён в сан архимандрита.
31 августа 2012 в храме Всех святых, в земле Российской просиявших, Патриаршей резиденции в Даниловом монастыре в Москве наречён во епископа. 1 сентября в Большом соборе Донского ставропигиального монастыря в Москве хиротонисан во епископа Железногорского и Льговского. Хиротонию совершили патриарх Московский и всея Руси Кирилл, митрополит Саранский и Мордовский Варсонофий (Судаков), митрополит Курский и Рыльский Герман (Моралин), митрополит Белгородский и Старооскольский Иоанн (Попов), митрополит Ставропольский и Невинномысский Кирилл (Покровский), епископ Солнечногорский Сергий (Чашин), епископ Элистинский и Калмыцкий Зиновий (Корзинкин).
4 октября 2012 года решением Священного синода освобождён от должности наместника монастыря Курская Коренная Рождества Пресвятой Богородицы мужская пустынь села Свобода Курской области.
Скончался 26 апреля от пневмонии, вызванной коронавирусом. Похоронен 28 апреля 2020 года в монастыре Коренная пустынь в Курской области у стен храма Рождества Богородицы.

## Награды
- набедренник (к Пасхе 1998)
- наперсный крест (к Пасхе 2002, награждён указом Патриарх Алексий II)
- епархиальная юбилейная медаль преподобного Серафима Саровского (21 декабря 2004, Курская епархия)
- палица (к Пасхе 2010, награждён указом Патриарха Кирилла)
- наперсный крест с украшениями (к Пасхе 2011, награждён указом Патриарха Кирилла)
- Знаменская медаль I степени (Курская епархия) (21 сентября 2012)[9]